# Aiguat de Sant Miquel
L'aiguat de Sant Miquel va tenir lloc del 28 al 29 de setembre de 1913 i va afectar gairebé a tot Catalunya provocant el desbordament de nombrosos rius i rieres del sector nord-est del país. Les zones més afectades van ser el Baix Llobregat, l'Empordà i el Penedès.
Els màxims de precipitació es van produir el dia 28 al Baix Llobregat amb 262,0 mm a St. Feliu del Llobregat i 153,8 mm a Esplugues de Llobregat, i a l'Alt Penedès amb 105,5 mm al Pantà de Foix. El dia 29 els valors màxims van tenir lloc al Baix Empordà amb 192,3 mm a Lladó, 181,0 mm a Peralada i 150,6 mm a Empúries. En tot l'episodi meteorològic destaquen els 262,0 mm de St. Feliu de Llobregat i els 202,6 mm de Lladó.
Durant aquells dies tingué lloc un marcat flux en superfície, entre llevant i sud-est, impulsat per una profunda borrasca que es trobava sobre Galícia i que tenia un nucli secundari a les costes d'Algèria. A més, en altura existia un important cisallament del vent: sud-oest a 500 hPa, sud a 850 hPa i sud-est en superfície. En general, aquesta configuració sol ser potencialment molt inestable i comporta l'advecció d'aire càlid i molt humit a Catalunya que afavoreix el desenvolupament d'importants tempestes amb aiguats al litoral i prelitoral, tal com va succeir entre el 28 i 29 de setembre de 1913.
Degut a la gran quantitat de precipitació caiguda es van desbordar el Foix, l'Anoia, el Cardener, el Llobregat, el Ripoll, el Congost, el Besòs, la Muga, el Manol, el Llobregat d'Empordà i nombroses rieres del Penedès, el Garraf, el Baix Llobregat, el Barcelonès i l'Empordà, produint danys importants en molts indrets. En relació als danys cal destacar el violent desbordament de la Riera de la Salut a St. Feliu de Llobregat que va trencar els murs del cementiri municipal arrossegant molts taüts cap al Riu Llobregat. Al Vendrell, el Torrent del Lluc s'emportà el pont del ferrocarril i a Cubelles el Foix va destruir un altre pont. Finalment, a l'Empordà tots els ponts de la carretera de Roses a Vilajuïga es van col·lapsar pels importants desbordament de les diverses rieres que creuen aquella carretera.
Les conseqüències d'aquest aiguat van ser ben visibles durant molt de temps, deixant una empremta molt important en la memòria dels habitants de totes les comarques afectades.